# Tekkeköy (Samsun)
Tekkeköy ist eine Stadtgemeinde (Belediye) im gleichnamigen Ilçe (Landkreis) der Provinz Samsun an der türkischen Schwarzmeerküste und gleichzeitig eine Gemeinde der 1993 geschaffenen Büyüksehir belediyesi Samsun (Großstadtgemeinde/Metropolprovinz) in der Türkei. Seit der Gebietsreform 2013 ist die Gemeinde flächen- und einwohnermäßig identisch mit dem Landkreis. Tekkeköy liegt ca. 13 km südöstlich des Zentrums der Provinzhauptstadt Samsun.
Die im älteren Stadtlogo manifestierte Jahreszahl (1956) dürfte ein Hinweis auf das Jahr der Erhebung zu Stadtgemeinde (Belediye) sein.
Durch das Gesetz Nr. 3392 wurde 1987 der Landkreis gebildet: aus 15 Dörfern und der Belediye Tekke des zentralen Landkreises (Merkez) sowie 26 Dörfern des Kreises Çarşamba.
(Bis) Ende 2012 bestand der Landkreis neben der Kreisstadt aus den drei Stadtgemeinden (Belediye) Aşağıçinik, Büyüklü sowie Kutlukent und 31 Dörfern (Köy), die während der Verwaltungsreform 2013 in Mahalle (Stadtviertel, Ortsteile) überführt wurden. Die drei Belediye als Ganzes wurden in Mahalle heruntergestuft, die Mahalles der Kreisstadt blieben erhalten. Durch Herabstufung der Dörfer zu Stadtvierteln/Ortsteilen stieg deren Zahl auf 63 an. Den Mahalle steht ein Muhtar als oberster Beamter vor.
Ende 2020 lebten durchschnittlich 877 Menschen in jedem der Mahalle, 12.509 Einw. im bevölkerungsreichsten 19 Mayıs Mahalle.
Im Ort befindet sich das Museum der Tekkeköy-Höhlen.